# رکس سینکفیلد
رکس سینکفیلد (انگلیسی: Rex Sinquefield؛ زادهٔ ۱۹۴۴) اقتصاددان، سیاست‌مدار، کارآفرین و سرمایه‌دار اهل ایالات متحده آمریکا است، که در سال ۱۹۸۱ شرکت دایمنشنال فاند را تأسیس کرد.